# Колетта, Сабино
Сабино Колетта (исп. Sabino Coletta; 12 мая 1914, Буэнос-Айрес — неизвестно) — аргентинский футболист, защитник.

## Карьера
Сабино Колетта начал карьеру в клубе «Ланус». Он начал карьеру в клубе в матче с «Велес Сарсфилдом» (0:0). В 1935 году во встрече с «Эстудиантесом» Колетта ударил по ногам Альберто Сосаю, в результате чего тот получил перелом ноги. Первоначально Ассоциация футбола Аргентины хотело пожизненно дисквалифицировать защитника, но позже скостила срок до шести месяцев. Всего за клуб он провёл 58 матчей и забил 3 гола. В 1936 году Колетта перешёл в клуб «Индепендьенте». Там он составил центр обороны клуба вместе с Фермином Лесеа. 7 июня он дебютировал в составе клуба в матче с «Ураканом» (0:1). 1938 и 1939 годы были наиболее удачными для Колетты: он выиграл по два Кубка Альдао и Кубка Карлоса Ибаргурена, а также два чемпионата Аргентины. 6 июня 1943 года Сабино провёл последний матч за клуб против «Боки Хуниорс» (1:3), в котором он на 54 минуте встречи покинул поле из-за травмы. Всего за клуб Колетта провёл 196 матчей и забил 2 гола. В 1944 году защитник перешёл в бразильский «Фламенго», в котором дебютировал в матче с «Бироном» (2:1). Всего за клуб он провёл 11 матчей.

## Статистика

### Клубная
| Сезон | Команда       | Турнир       | Игры | Голы |
| ----- | ------------- | ------------ | ---- | ---- |
| 1933  | Ланус         | Примера      | 21   | 0    |
| 1934  | Ланус         | Примера      | 19   | 1    |
| 1935  | Ланус         | Примера      | 18   | 2    |
| 1936  | Индепендьенте | Примера      | 12   | 0    |
| 1937  | Индепендьенте | Примера      | 34   | 1    |
| 1938  | Индепендьенте | Примера      | 31   | 1    |
| 1939  | Индепендьенте | Примера      | 31   | 0    |
| 1940  | Индепендьенте | Примера      | 32   | 0    |
| 1941  | Индепендьенте | Примера      | 22   | 0    |
| 1942  | Индепендьенте | Примера      | 27   | 0    |
| 1943  | Индепендьенте | Примера      | 7    | 0    |
| 1944  | Фламенго      | Лига Кариока | 5    | 0    |
| 1945  | Фламенго      | Лига Кариока | 0    | 0    |

## Международная
| Матчи Сабино Колетты за сборную Аргентины | Матчи Сабино Колетты за сборную Аргентины | Матчи Сабино Колетты за сборную Аргентины | Матчи Сабино Колетты за сборную Аргентины | Матчи Сабино Колетты за сборную Аргентины | Матчи Сабино Колетты за сборную Аргентины | Матчи Сабино Колетты за сборную Аргентины |
| ----------------------------------------- | ----------------------------------------- | ----------------------------------------- | ----------------------------------------- | ----------------------------------------- | ----------------------------------------- | ----------------------------------------- |
| №                                         | Дата                                      | Место проведения                          | Оппонент                                  | Счёт                                      | Голы                                      | Турнир                                    |
| 1                                         | 2 августа 1936                            | Буэнос-Айрес                              | сборная Росарио                           | 4:1                                       | —                                         | Товарищеский матч                         |
| 2                                         | 9 августа 1936                            | Буэнос-Айрес                              | Уругвай                                   | 1:0                                       | —                                         | Кубок Хуана Миньябуру                     |
| 3                                         | 20 сентября 1936                          | Монтевидео                                | Уругвай                                   | 1:2                                       | —                                         | Кубок Эктора Гомеса                       |
| 4                                         | 25 мая 1938                               | Росарио                                   | сборная Росарио                           | 2:2                                       | —                                         | Товарищеский матч                         |
| 5                                         | 18 июня 1938                              | Буэнос-Айрес                              | Уругвай                                   | 1:0                                       | —                                         | Кубок Хуана Миньябуру                     |
| 6                                         | 28 июня 1938                              | Буэнос-Айрес                              | сборная Росарио                           | 3:2                                       | —                                         | Товарищеский матч                         |
| 7                                         | 12 октября 1938                           | Монтевидео                                | Уругвай                                   | 2:3                                       | —                                         | Кубок Эктора Гомеса                       |
| 8                                         | 14 декабря 1938                           | Буэнос-Айрес                              | Бока Хуниорс                              | 1:1                                       | —                                         | Товарищеский матч                         |
| 9                                         | 15 января 1939                            | Рио-де-Жанейро                            | Бразилия                                  | 5:1                                       | —                                         | Кубок Рока                                |
| 10                                        | 22 января 1939                            | Рио-де-Жанейро                            | Бразилия                                  | 2:3                                       | —                                         | Кубок Рока                                |
| 11                                        | 30 декабря 1940                           | Буэнос-Айрес                              | сборная Росарио                           | 1:3                                       | —                                         | Товарищеский матч                         |

## Достижения
- Обладатель Кубка Хуана Миньябуру: 1936, 1938
- Чемпион Аргентины: 1938, 1939
- Обладатель Кубка Альдао: 1938, 1939
- Обладатель Кубка Карлоса Ибаргурена: 1938, 1939
- Обладатель Кубка Рока: 1939
- Чемпион Южной Америки: 1941